# Nogent-l’Artaud
Nogent-l’Artaud település Franciaországban, Aisne megyében. Lakosainak száma 2089 fő (2022. január 1.). Nogent-l’Artaud La Chapelle-sur-Chézy, Charly-sur-Marne, Chézy-sur-Marne, Pavant, Romeny-sur-Marne, Saulchery, Viels-Maisons, Bassevelle, Hondevilliers és Verdelot községekkel határos.

## Népesség
A település népességének változása:
| Lakosok száma | 1187 | 1433 | 1852 | 2131 | 2174 | 2201 | 2167 | 2108 | 2095 | 2089 |
|               | 1968 | 1982 | 1990 | 2006 | 2013 | 2015 | 2017 | 2019 | 2020 | 2022 |